# Morti nel 1621
| Questa pagina contiene informazioni ricavate automaticamente dalle voci biografiche con l'ausilio del template Bio e di un bot. L'aggiornamento è periodico e automatico e ricostruisce completamente la pagina. Se manca una persona in questa lista, sei pregato di non aggiungerla, ma accertati piuttosto che la sua voce biografica contenga il template Bio e che i dati anagrafici siano correttamente compilati. Se il template Bio manca, inseriscilo tu stesso o, in alternativa, metti l'avviso {{tmp\|Bio}} che ne segnala la mancanza. Se i dati riportati sono sbagliati, correggi direttamente la voce biografica; le modifiche saranno visibili in questa lista entro pochi giorni. Per chiarimenti vedi il progetto biografie. La lista contiene solo le 104 persone che sono citate nell'enciclopedia e per le quali è stato implementato correttamente il template Bio. Pagina aggiornata al 18 giu 2025. |

## Gennaio(2)
- 12 gennaio - Şehzade Mehmed, principe ottomano (n. 1605)
- 28 gennaio - Papa Paolo V, papa, vescovo cattolico e cardinale italiano (n. 1552)

## Febbraio(9)
- 2 febbraio - Giovanni Battista Brivio, vescovo cattolico italiano (n. 1560)
- 8 febbraio - Francesco Martinengo Colleoni, militare e diplomatico italiano (n. 1548)
- 10 febbraio - Pietro Aldobrandini, cardinale e collezionista d'arte italiano (n. 1571)
- 12 febbraio - Ladislao d'Aquino, cardinale, vescovo cattolico e letterato italiano (n. 1546)
- 14 febbraio - Henri de Saint-Rémy, francese (n. 1557)
- 15 febbraio - Michael Praetorius, compositore e teorico della musica tedesco (n. 1571)
- 16 febbraio - Juan Bautista Monegro, scultore e architetto spagnolo (n. 1545)
- 19 febbraio - Giacomo Sannesio, cardinale e vescovo cattolico italiano (n. 1560)
- 28 febbraio - Cosimo II de' Medici, sovrano italiano (n. 1590)

## Marzo(5)
- 7 marzo - Romolo del Tadda, scultore italiano (n. 1544)
- 9 marzo - Güzelce Ali Pascià, politico e militare ottomano
- 27 marzo - Benedetto Giustiniani, cardinale italiano (n. 1554)
- 28 marzo - Ottavio Rinuccini, librettista e poeta italiano (n. 1563)
- 31 marzo - Filippo III di Spagna, re (n. 1578)

## Aprile(5)
- 1º aprile - Cristofano Allori, pittore italiano (n. 1577)
- 6 aprile - Edward Seymour, I conte di Hertford, nobile inglese (n. 1539)
- 6 aprile - Maria Cristina d'Asburgo, nobile (n. 1574)
- 15 aprile - John Carver, religioso britannico
- 19 aprile - Elizabeth Sawyer, inglese

## Maggio(5)
- 2 maggio - Antonio de' Medici, nobile italiano (n. 1576)
- 3 maggio - Claud Hamilton, I lord di Paisley, politico scozzese (n. 1546)
- 15 maggio - Hendrick de Keyser il Vecchio, architetto, scultore e medaglista olandese (n. 1565)
- 23 maggio - Bartolomeo Agricola, religioso italiano (n. 1560)
- 31 maggio - Kaspar Uttenhofer, matematico e astronomo tedesco (n. 1588)

## Giugno(8)
- 2 giugno - Dorotea di Lorena, duchessa francese (n. 1545)
- 8 giugno - Anne de Xainctonge, religiosa francese (n. 1567)
- 12 giugno - Ambrogio Doria, doge (n. 1550)
- 21 giugno - Jan Jesenius, medico, politico e filosofo slovacco (n. 1566)
- 21 giugno - Luigi di Guisa, cardinale e arcivescovo francese (n. 1575)
- 21 giugno - Joachim Andreas von Schlick, politico boemo (n. 1569)
- 21 giugno - William Strachey, storico britannico (n. 1572)
- 26 giugno - Christence Kruckow, nobildonna danese

## Luglio(9)
- 2 luglio - Thomas Harriot, astronomo, traduttore e matematico inglese (n. 1560)
- 4 luglio - Jean de Bonsi, cardinale e vescovo cattolico italiano (n. 1554)
- 10 luglio - Karel Bonaventura Buquoy, generale tedesco (n. 1571)
- 13 luglio - Alberto d'Austria, cardinale e arcivescovo cattolico austriaco (n. 1559)
- 19 luglio - Don Giovanni de' Medici, architetto e condottiero italiano (n. 1567)
- 22 luglio - Mariano da Alcamo, presbitero italiano
- 23 luglio - Ikoma Masatoshi, militare giapponese (n. 1586)
- 28 luglio - Cataldo Antonio Mannarino, poeta e storico italiano (n. 1568)
- 30 luglio - Paul Sixt III von Trautson, diplomatico tedesco (n. 1548)

## Agosto(11)
- 3 agosto - Anna Caterina Gonzaga, nobile italiana (n. 1566)
- 13 agosto - Giovanni Berchmans, gesuita fiammingo (n. 1599)
- 14 agosto - Giovanni da San Guglielmo, religioso e presbitero italiano (n. 1552)
- 15 agosto - John Barclay, scrittore e poeta scozzese (n. 1582)
- 15 agosto - Claudio I Gonzaga, nobile italiano (n. 1578)
- 19 agosto - Antonio Canopolo, arcivescovo cattolico italiano
- 20 agosto - Rodolfo di Anhalt-Zerbst, principe (n. 1576)
- 21 agosto - Giovanni Vasanzio, architetto olandese (n. 1550)
- 23 agosto - Antonio Il Verso, compositore italiano
- 24 agosto - Elizabeth Hastings, nobildonna inglese (n. 1556)
- 31 agosto - Guillaume du Vair, scrittore, giurista e vescovo cattolico francese (n. 1556)

## Settembre(6)
- 1º settembre - Bahāʾ al-Dīn al-ʿĀmilī, filosofo, architetto e matematico arabo (n. 1547)
- 2 settembre - Claudio Rangoni, vescovo cattolico e diplomatico italiano (n. 1559)
- 17 settembre - Roberto Bellarmino, teologo, scrittore e cardinale italiano (n. 1542)
- 20 settembre - Enrico di Mayenne, nobile francese (n. 1578)
- 24 settembre - Jan Karol Chodkiewicz, militare polacco (n. 1560)
- 25 settembre - Mary Sidney, poetessa, scrittrice e traduttrice inglese (n. 1561)

## Ottobre(7)
- 10 ottobre - Asmat Begum, nobildonna persiana
- 11 ottobre - Dirk Hartog, marinaio e esploratore olandese (n. 1580)
- 16 ottobre - Paolo Gualdo, prete e letterato italiano (n. 1553)
- 16 ottobre - Jan Pieterszoon Sweelinck, compositore e organista olandese (n. 1562)
- 18 ottobre - Bartolomeo Cesi, cardinale e arcivescovo cattolico italiano (n. 1566)
- 21 ottobre - Rodrigo Calderón, politico e nobile spagnolo (n. 1576)
- 23 ottobre - Frans van de Casteele, pittore e miniaturista fiammingo (n. 1540)

## Novembre(4)
- 7 novembre - Juan Alonso Pimentel de Herrera, nobile spagnolo (n. 1553)
- 8 novembre - Gerolamo Bassano, pittore italiano (n. 1566)
- 26 novembre - Ralph Agas, cartografo e disegnatore inglese (n. 1540)
- 30 novembre - Francesco Rasi, compositore, poeta e tenore italiano (n. 1574)

## Dicembre(5)
- 13 dicembre - Caterina Stenbock, regina svedese (n. 1535)
- 14 dicembre - Alessandro Tesauro, poeta, architetto e diplomatico italiano (n. 1558)
- 15 dicembre - Carlo d'Albert, nobile francese (n. 1578)
- 24 dicembre - Cosimo Gamberucci, pittore italiano (n. 1562)
- 30 dicembre - Antonio Zara, vescovo cattolico italiano (n. 1574)

## Senza giorno specificato(28)
- Ricciardo Amadino, editore musicale italiano
- Floriano Ambrosini, architetto italiano (n. 1557)
- Johann Arndt, teologo tedesco (n. 1555)
- Ambrosius Bosschaert, pittore olandese (n. 1573)
- Matteo Botti, diplomatico italiano (n. 1570)
- Louis de Caullery, pittore fiammingo
- Ludovico Della Chiesa, storico italiano (n. 1568)
- Francesco Fabi, pittore italiano
- Ippolito Fiorini, compositore e liutista italiano
- Sebastiano Folli, pittore italiano (n. 1569)
- Giovanni Paolo Gallucci, astronomo, cosmografo e traduttore italiano (n. 1538)
- Barbara Gamage, nobile gallese (n. 1562)
- Thomas Gates, funzionario e politico britannico (n. 1585)
- Francesco Giugno, pittore italiano (n. 1577)
- Steven van der Hagen, militare e ammiraglio olandese (n. 1563)
- Edmund Hooper, compositore e organista inglese
- Nicolò Lodron, nobile austriaco (n. 1549)
- Mario Mattei Orsini, barone di Paganica, nobile e politico italiano (n. 1571)
- Pierre Matthieu, scrittore, poeta e drammaturgo francese (n. 1563)
- Gherardo Mechini, architetto e cartografo italiano
- Giovan Battista Montano, architetto, disegnatore e scultore italiano (n. 1534)
- Bonaventura Morone, teologo e letterato italiano (n. 1557)
- Virgilio Nucci, pittore italiano (n. 1545)
- Pietro Ronzelli, pittore italiano
- Francesco Soriano, compositore italiano (n. 1549)
- Terenzio Terenzi, pittore e falsario italiano
- Carlo II di Cossé, nobile e militare francese (n. 1562)
- Paul van Somer, pittore fiammingo